# Bułachauka
Bułachauka (biał. Булахаўка; ros. Булаховка, Bułachowka) – wieś na Białorusi, w obwodzie mińskim, w rejonie łohojskim, w sielsowiecie Krajsk. W 2019 roku liczyła 15 mieszkańców.